# Eyes Open
«Eyes Open» (Смотри в оба) — песня американской кантри и поп-певицы и автора песен Тейлор Свифт, вышедшая 27 марта 2012 года с саундтрека The Hunger Games: Songs from District 12 and Beyond к фильму Голодные игры (2012). Песня была написана самой певицей, а сопродюсером стал Нэтан Чапман, она включает элементы альтернативного рока и кантри-рок.
Песня выиграла премию Teen Choice Awards в категории Choice Single by a Female Artist на церемонии Teen Choice Awards 2012 года.
Перезапись песни под названием «Eyes Open (Taylor’s Version)» была выпущена 17 марта 2023 года на лейбле Republic Records. Перезапись является частью плана Свифт по перезаписи своего каталога после спора о праве собственности на мастер-файлы её первых шести альбомов.

## История
Песня была одной из двух, написанных Тейлор специально для саундтрека к фильму Голодные игры, другой песней была Safe & Sound. Впервые Свифт представила песню во время её концертного тура Speak Now World Tour в Окленде.
Музыкальное видео было поставлено как лирическое мультяшное представление со словами текста и вышло 17 мая 2012 года на аккаунте певицы на канале Vevo.

## Отзывы
Песня получила общее одобрение современных критиков, большинство из которых положительно отметили более рок-ориентированный тон песни по сравнению с предыдущими релизами Свифт. В рецензии на альбом The Hunger Games: Songs from District 12 and Beyond Мэтт Бьорк назвал «Eyes Open» одной из «выдающихся» песен альбома. Джейсон Липшутц из Billboard также дал аналогичное описание песни, отметив, что она «[существует] больше в русле современного рока, чем её обычного кантри-поп творчества». В июне 2022 года Insider назвал «Eyes Open» третьей лучшей песней Свифт из саундтреков, уступая лишь «Safe & Sound» и «I Don’t Wanna Live Forever».

## Коммерческий успех
Сингл вышел 27 марта 2012 года и дебютировал на № 19 в Billboard Hot 100 с тиражом 176 тыс. копий, на № 28 в радиоэфирном чарте Billboard Pop Songs chart и на № 24 в Billboard Adult Pop Songs(позднее в мае 2012 года поднявшись до № 11). Песня стал 16-м синглом Тейлор с миллионным тиражом и 2-м с саундтрека к The Hunger Games. Общий тираж песни к ноябрю 2014 года составил 1,3 млн копий в США.
...Все ждут, что ты сломаешься,

Все смотрят, чтобы увидеть, как ты выйдешь из игры.

Даже когда ты спишь

Смотри в оба... Тейлор Свифт

## Награды и номинации
| Год  | Награда            | Номинация                        | Результат | Ссылка |
| ---- | ------------------ | -------------------------------- | --------- | ------ |
| 2012 | Teen Choice Awards | Choice Single by a Female Artist | Победа    | [ 21 ] |

## Чарты
| Чарт (2012)                              | Высшая позиция |
| ---------------------------------------- | -------------- |
| Австралия (ARIA)                         | 47             |
| Канада (Billboard Canadian Hot 100)      | 17             |
| Ирландия (IRMA)                          | 65             |
| Новая Зеландия (RIANZ)                   | 6              |
| Великобритания (Official Charts Company) | 70             |
| США (Billboard Hot 100)                  | 19             |
| США (Billboard Pop Airplay)              | 20             |
| США (Billboard Hot Country Songs)        | 50             |
| США (Billboard Adult Pop Airplay)        | 11             |
| США (Billboard Adult Contemporary)       | 21             |

## Сертификации
| Регион                                                       | Сертификация | Продажи    |
| ------------------------------------------------------------ | ------------ | ---------- |
| Новая Зеландия (RMNZ)                                        | Золотой      | 7500*      |
| США (RIAA)                                                   | Платиновый   | 1 000 000* |
| * Данные о продажах приведены только на основе сертификации. |              |            |

## «Eyes Open (Taylor’s Version)»
Перезаписанная версия песни «Eyes Open» под названием «Eyes Open (Taylor’s Version)» была выпущена Свифт 17 марта 2023 года на лейбле Republic Records. Песня является частью плана Свифт по перезаписи после спора о праве собственности на мастер-записи её старой дискографии.

### Чарты
| Чарт (2023)                               | Высшая позиция |
| ----------------------------------------- | -------------- |
| Канада (Digital Song Sales, Billboard)    | 9              |
| Новая Зеландия (RMNZ)                     | 15             |
| Великобритания (OCC UK Singles Downloads) | 18             |
| Великобритания (UK Singles Sales, OCC)    | 18             |
| США (Billboard Bubbling Under Hot 100)    | 9              |
| США (Billboard Digital Song Sales)        | 6              |
| США (Billboard Hot Country Songs)         | 48             |